# Maciej Obara
Maciej Obara (ur. 18 grudnia 1981) – polski saksofonista i kompozytor jazzowy.
Jest absolwentem Akademii Muzycznej im. Karola Szymanowskiego w Katowicach. Podczas studiów założył swoje pierwsze trio z Maciejem Grabowskim i Krzysztofem Gradziukiem. Brał udział w dwóch amerykańskich sesjach nagraniowych albumów Four oraz Three z czołówką nowojorskiej sceny muzycznej. Następnie został członkiem zespołu Tomasza Stańko New Balladyna Quartet.
W 2012 wydał pierwszy album z zespołem Maciej Obara International Quartet, zatytułowany Komeda, który nagrał po udziale w programie Take Five Europe. Na początku 2017 otrzymał od Manfreda Eichera zaproszenie do sesji nagraniowej w studiu Rainbow w Oslo, w efekcie czego 3 listopada 2017 wydał album, zatytułowany Unloved. Premiera albumu odbyła się na festiwalu Jazztopad w sali NFM we Wrocławiu. W 2018 otrzymał „Fryderyka” w kategoriach „Muzyk jazzowy roku” i „Jazzowy album roku” (za Unloved).

## Dyskografia
- 2007 Message from Ohayo (Bielska Zadymka Jazzowa)
- 2008 I can do it (JAZ Zabrze)
- 2010 Four (Ars Cameralis)
- 2010 Three (Ars Cameralis)
- 2011 Equilibrium
- 2012 Komeda (For Tune)
- 2013 Manggha (For Tune)
- 2015 Live in Mińsk Mazowiecki (For Tune)
- 2017 Unloved (ECM)
- 2019 Three Crowns (ECM)
- 2023 Frozen Silence (ECM)